# Four One Five Two
Four One Five Two is het debuutalbum van de Amerikaanse band Sundowner, het akoestische muziekproject van Chris McCaughan, zanger en gitarist van The Lawrence Arms. Het album werd uitgegeven via het platenlabel Red Scare Industries op cd op 13 maart 2007. De lp-versie van het album werd door hetzelfde label uitgegeven op 12 juli 2011.
Het album bevat twaalf nummers waarvan er tien niet eerder zijn uitgegeven en twee covers van The Lawrence Arms zijn, namelijk "My Boatless Booze Cruise" en "One Hundred Resolutions". Er is een videoclip gemaakt voor het nummer "This War is Noise".

## Nummers
1. "Steal Your Words" - 2:16
2. "This War is Noise" - 2:49
3. "The Sea of Lights" - 2:37
4. "Traffic Haze" - 2:50
5. "Midsummer Classic" - 3:46
6. "My Boatless Booze Cruise" - 3:10
7. "Your Self Portrait" - 2:07
8. "Jackson Underground" - 3:20
9. "Endless Miles" - 4:21
10. "Cold White North" - 2:35
11. "One Hundred Resolutions" - 4:29
12. "Audio Geography" - 3:11

## Band
- Chris McCaughan - zang, gitaar
- Jenny Choi - cello, piano, achtergrondzang
- Neil Hennessy - basgitaar